# Радиально-плунжерная гидромашина

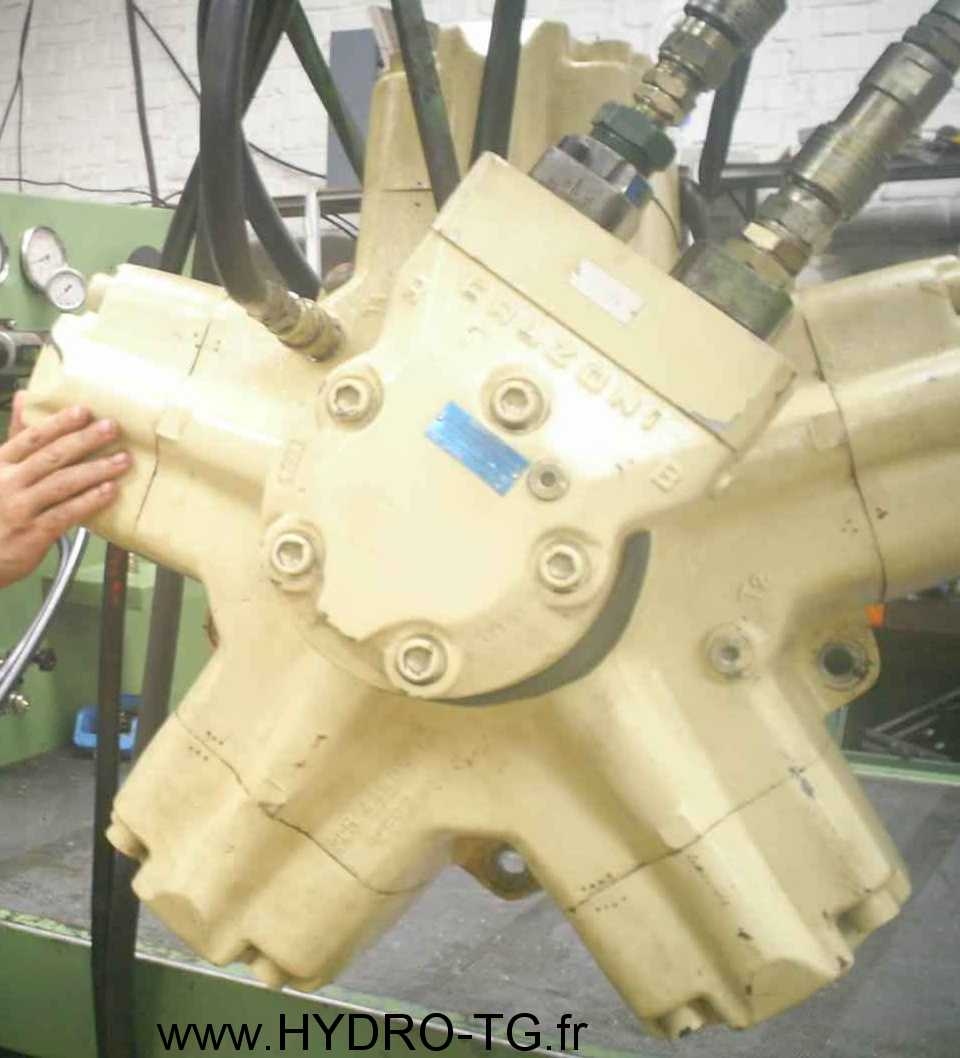
Одно из возможных конструктивных исполнений гидромашины с поршнями, направленными от центра машины. Внешний вид

Одно из возможных конструктивных исполнений гидромашины с поршнями, направленными от центра машины. Внутреннее устройство

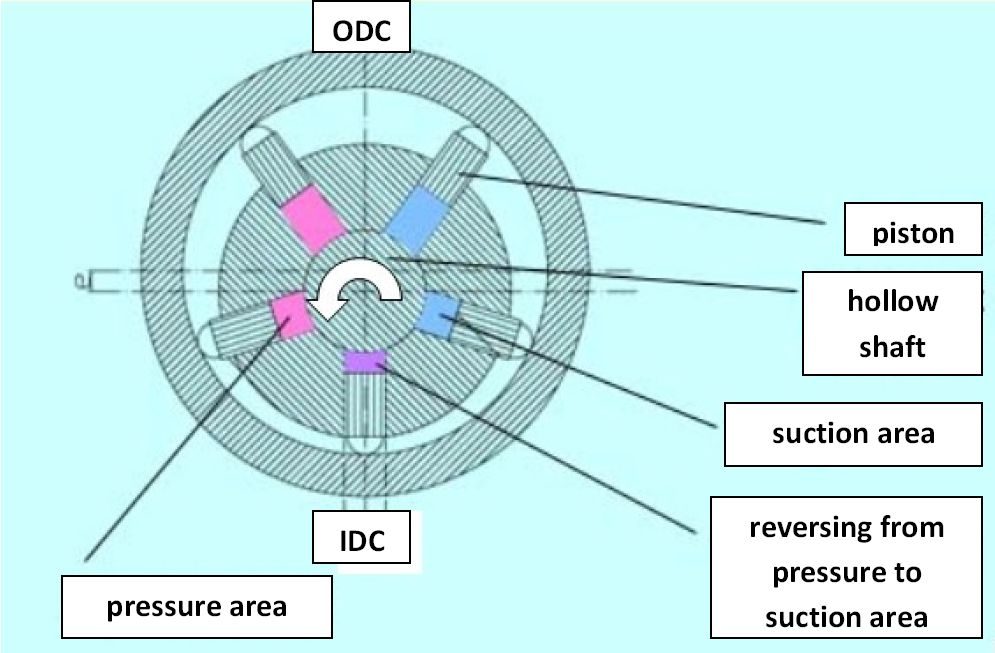
Радиально-плунжерная гидромашина с плунжерами, направленными к центру: piston — плунжер; suction area — всасывающая полость; pressure area — полость высокого давления (нагнетательная полость); reversing from suction to pressure area — переход от всасывающей полости к полости к нагнетательной полости; IDC — нижняя мёртвая точка (НМТ); ODC — верхняя мёртвая точка (ВМТ); е — эксцентриситет; hollow shaft — пустое пространство в центре насоса, разделённое обычно неподвижной перегородкой на полость высокого и низкого давления, которая на рисунке не показана. Прижим плунжеров к корпусу статора осуществляется пружинами, находящимися под плунжерами (на рисунке не показаны)

Радиально-плунжерная гидромашина — один из видов объёмных роторных гидромашин.
Данный вид гидромашин чаще используется в режиме гидромотора, чем в режиме насоса. В том числе, широкое распространение получили высокомоментные радиально-плунжерные гидромоторы, в качестве которых используются радиально-плунжерные или радиально-поршневые гидромашины многократного действия. Гидромашина многократного действия — это такая гидромашина, у которой процесс всасывания и нагнетания за один оборот вала гидромашины осуществляется несколько раз. Показанные на рисунках гидромашины являются гидромашинами однократного действия.
По конструктивному исполнению гидромашины выполняют как с поршнями, направленными от центра гидромашины, так и поршнями, направленными к центру гидромашины.
Гидромашины с плунжерами, направленными от центра машины, способны работать при меньших максимальных оборотах чем аксиально-плунжерные из-за бо́льшего момента инерции и возможной неуравновешенности вращающихся частей. Частоты вращения не превышают у большинства радиально-поршневых гидромашин данного типа 1500 об/мин, тогда как у аксиально-плунжерных гидромашин этот показатель достигает значения 4000 об/мин.
Данный вид гидромашин способен работать при давлениях до 35 МПа. Это несколько меньше, чем у аксиально-плунжерных гидромашин (до 40 МПА). Однако, есть данные, что как аксиально-плунжерные гидромашины, так и радиально-плунжерные способны работать при давлениях до 100 МПа .
Если радиально-плунжерную гидромашину выполняют регулируемой, то изменение рабочего объёма и параметра регулирования осуществляется путём изменения эксцентриситета детали, которая приводит в движение поршни (кулачка, ротора, кривошипно-шатунного механизма).